# Koyama Takuto
Takuto Koyama (sinh ngày 27 tháng 12 năm 1982) là một cầu thủ bóng đá người Nhật Bản.

## Sự nghiệp câu lạc bộ
Takuto Koyama đã từng chơi cho JEF United Ichihara, Tokushima Vortis và Banditonce Kakogawa.